# Maggie Barrie
Maggie Barrie (sinh ngày 29 tháng 5 năm 1996) là một vận động viên chạy nước rút Sierra Leonean. Cô thi đấu ở nội dung 400 mét nữ tại Giải vô địch thế giới năm 2017 về điền kinh.